# Malavolti
I Malavolti furono un'antica famiglia di Siena, tra le "prime schiette" della città nel Medioevo. Era nemica dei Piccolomini.

## Storia
La famiglia dei Malavolti ebbe una grande rilevanza politica ed economica nella Siena dei secoli XIII e XIV. Diversi vescovi di Siena a quell'epoca furono dei membri della famiglia, e il controllo del vescovado fu molto importante per mantenere la potenza dei Malavolti sia in città sia nel contado. Nel 1338, il vescovo Donosdeo dei Malavolti fu denunciato alla curia papale da membri della famiglia dei Piccolomini, perché avrebbe utilizzato il dazio degli usurai per comprare diversi castelli del contado (tra l'altro il castello di Gavorrano).

## Esponenti
- Rainaldo di Uguccione Malavolti, vescovo di Siena dal 1282 al 1307.
- Donosdeo Malavolti, vescovo di Siena dal 1317 al 1350.
- Azzolino Malavolti, vescovo di Siena dal 1351 al 1371.
- Iacopo Malavolti, vescovo di Siena nel 1371.
- Angelo Malavolti, vescovo di Grosseto dal 1390 al 1400.
- Antonio Malavolti, vescovo di Grosseto dal 1400 al 1406.